# Carla Geurts
Carla Louise Maria Geurts, nach Heirat Carla Cole (* 20. April 1971 in Geldrop), ist eine ehemalige niederländische Schwimmerin. Sie gewann bei Kurzbahnweltmeisterschaften zwei Silbermedaillen und eine Bronzemedaille. Bei Europameisterschaften erschwamm sie vier Silbermedaillen auf der 50-Meter-Bahn sowie zweimal Gold, zweimal Silber und einmal Bronze auf der 25-Meter-Bahn.

## Sportliche Karriere
Die internationale Karriere von Carla Geurts begann bei den Freiwassereuropameisterschaften 1993 in Slapy, als sie den zweiten Platz auf der 5-Kilometer-Distanz belegte. 1995 bei den Schwimmeuropameisterschaften 1995 in Wien erschwamm Geurts die Silbermedaille über 400 Meter Freistil hinter der Deutschen Franziska van Almsick. Die 4-mal-200-Meter-Freistilstaffel mit Patricia Stokkers, Minouche Smit, Carla Geurts und Kirsten Vlieghuis erschwamm die Silbermedaille hinter der deutschen Staffel. Zum Abschluss der Wettbewerbe belegte Geurts den fünften Platz über 800 Meter Freistil. Ende 1995 bei den Kurzbahnweltmeisterschaften in Rio de Janeiro gewann Geurts über 800 Meter Freistil Silber hinter der Britin Sarah Hardcastle und über 400 Meter Freistil Silber hinter Claudia Poll aus Costa Rica. Bei den Olympischen Spielen 1996 in Atlanta fand zunächst der Wettbewerb über 400 Meter Freistil statt. Geurts belegte den sechsten Platz. Über 800 Meter Freistil erreichte Geurts den siebten Rang. Anderthalb Stunden später fand das Finale mit der 4-mal-200-Meter-Freistilstaffel statt. Geurts, Stokkers, Smit und Vlieghuis erreichten den sechsten Platz, im Vorlauf war Karin Brienesse für Vlieghuis angetreten. Im Dezember bei den Kurzbahneuropameisterschaften in Rostock wurde Geurts über 200 Meter Freistil Dritte hinter der Slowakin Martina Moravcová und der Deutschen Antje Buschschulte. Über 400 Meter Freistil siegte die Tschechin Kristina Kynerová mit 0,42 Sekunden Vorsprung vor Carla Geurts. Über 800 Meter Freistil gewann Geurts den Titel und hatte viereinhalb Sekunden Vorsprung vor der Zweitplatzierten Schweizerin Flavia Rigamonti.
Im April 1997 bei den Kurzbahnweltmeisterschaften in Göteborg wurde Geurts Dritte über 800 Meter Freistil hinter der Australierin Natasha Bowron und der Deutschen Kerstin Kielgaß. Über 400 Meter Freistil schlug Geurts als Sechste an. Im August bei den Europameisterschaften in Sevilla belegte die niederländische 4-mal-200-Meter-Freistilstaffel den achten Platz. Über 400 Meter Freistil wurde Geurts Vierte mit 0,34 Sekunden Rückstand auf die drittplatzierte Kerstin Kielgaß. Über 800 Meter Freistil siegte Kielgaß mit fast zwei Sekunden Vorsprung vor Geurts, fast vier Sekunden hinter der Niederländerin schlug die Deutsche Jana Henke als Dritte an. Im Jahr darauf bei den Weltmeisterschaften 1998 in Perth schied Geurts über 200 Meter Freistil im Vorlauf aus. Über 400 Meter Freistil wurde sie als Dritte des B-Finales Elfte der Gesamtwertung. Über 800 Meter Freistil erreichte Geurts das A-Finale und schlug als Siebte an. Ebenfalls ins A-Finale schwamm die 4-mal-200-Meter-Freistilstaffel. Kirsten Vlieghuis, Wilma van Hofwegen, Manon Masseurs und Carla Geurts belegten den achten Platz. Im Dezember 1998 bei den Kurzbahneuropameisterschaften in Sheffield siegte Geurts über 400 Meter Freistil, über 800 Meter Freistil belegte sie den zweiten Platz hinter Flavia Rigamonti. Im April 1999 bei den Kurzbahnweltmeisterschaften in Hongkong schlug Geurts sowohl über 400 wie auch über 800 Meter Freistil als Fünfte an, jeweils einen Platz hinter Kirsten Vlieghuis. Vier Monate später fanden die Europameisterschaften in Istanbul statt. Geurts belegte auch hier zweimal den fünften Rang. Bei den Olympischen Spielen 2000 in Sydney schied Geurts über 200 Meter Freistil im Halbfinale und mit der 4-mal-200-Meter-Freistilstaffel im Vorlauf aus. Über 400 Meter Freistil erreichte sie den Endlauf und wurde Siebte. Geurts beendete ihre internationale Karriere bei den Weltmeisterschaften in Fukuoka im Juli 2001. Dort erreichte sie noch einmal das Finale über 400 Meter Freistil und belegte den siebten Platz.
Die 1,75 Meter große Carla Geurts schwamm unter anderem für den Utrechtsche Zwemclub. Nach ihrer Karriere zog sie nach Kanada und heiratete den Schwimmtrainer Andrew Cole.